# John McDougal
John McDougal, född omkring 1818 i Ross County, Ohio, död 30 mars 1866 i San Francisco, var en amerikansk politiker. Han var den första viceguvernören i delstaten Kalifornien 1849–1851 och därefter guvernör 1851–1852.
McDougal kom till Kalifornien på grund av guldrushen. Han deltog i 1849 års konstitutionskonvent i Kalifornien i Monterey. Han var en av dem som undertecknade den nya delstatens första konstitution. Han valdes till viceguvernör och tillträdde sedan som guvernör i januari 1851 när Peter Hardeman Burnett avgick.
Som guvernör undertecknade han lagen om att flytta delstatens huvudstad från San Jose till Vallejo.
Medan McDougal inte ville ha afroamerikaner i Kalifornien och hans administration utövade våld mot indianer, var han en varm förespråkare av invandring från Kina till Kalifornien.
Fyra dagar efter att ha lämnat guvernörsämbetet sårade han redaktören A.C. Russell i en duell. Efter att ha försökt starta en duell till blev han anhållen av polisen i San Francisco.